# Congreso de Hispanistas Africanas
El I Congreso de Hispanistas Africanas "África con Ñ", organizado por la Fundación Mujeres por África, se celebró en la ciudad de Abiyán los días 29 y 30 de abril de 2014. Cerca de medio centenar de hispanistas africanas procedentes de una veintena de países, en su mayoría de África subsahariana, se dieron cita en este encuentro organizado con el objetivo de visibilizar, por un lado, el interés tan creciente como desconocido que existe en el continente africano por la lengua española, y por otro, la importante labor que desempeñan las hispanistas africanas en esta área. 
En el Congreso, que tuvo lugar en la Universidad Pública Félix Houphouet Boigny de Abiyán, se abordó cual es la situación del español en África y se aprobaron unas conclusiones para promover el uso de nuestro idioma como instrumento de desarrollo,especialmente para las mujeres africanas, puesto que su conocimiento es la primera demanda que hacen quienes emigran a España o a América Latina. 
El I Congreso de Hispanistas Africanas se articuló en torno a tres ejes fundamentales: el tema del español como lengua de oportunidades —en la actualidad, es el segundo idioma extranjero más estudiado en el mundo y la lengua oficial de 21 países—; el segundo eje del encuentro giró en torno a las escritoras africanas y su posible repercusión en el ámbito de la lengua española; y por último, se abordó el papel de las mujeres afrodescendientes en América Latina a fin de establecer procesos identitarios en relación con el continente africano.
La dirección académica del Congreso corrió a cargo de la profesora Nagwa Mehrez, presidenta de la Asociación de Hispanistas Árabes y de la Asociación de Hispanistas de Egipto y de Carmen Caffarel, Consejera de "Mujeres por África",  Catedrática de Comunicación Audiovisual en la Universidad Rey Juan Carlos de Madrid y Directora de la Cátedra Unesco de Investigación en Comunicación y África. Las ponencias más relevantes del encuentro fueron publicadas en un número monográfico de esta Cátedra.

## Congresos
| Versión | fecha                    | Ciudad | País            |
| ------- | ------------------------ | ------ | --------------- |
| I       | 29 y 30 de abril de 2014 | Abiyán | Costa de Marfil |

## Datos del español en África
Apenas existen estudios sobre la presencia del español en África, aunque recientemente se ha documentado que la región Subsahariana es la tercera región del mundo en aportación de estudiantes de español. Javier Serrano, profesor de español y literatura en la United States International University-Africa de Nairobi publicó en 2014 "La enseñanza del español en África subsahariana", un estudio que documenta la enseñanza del español en 27 países de esa parte del planeta. Según dicho estudio, en la actualidad hay más de un millón y estudiantes de español solo en África subsahariana; es decir, el 6,5 % de las personas que aprenden español en todo el mundo se encuentran en esta parte del planeta.